# Simone Young

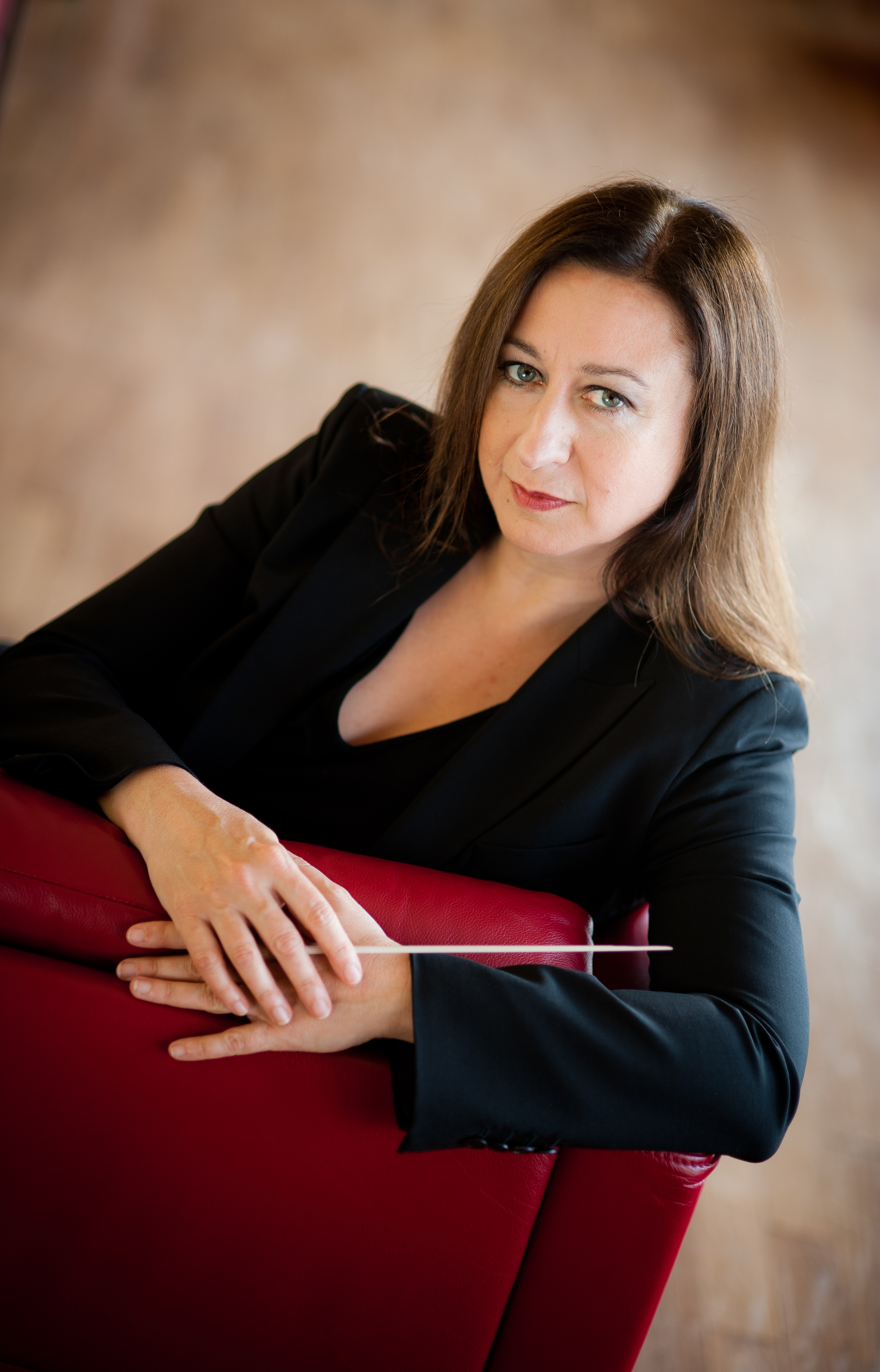
Simone Young (2010)

Simone Young (* 2. März 1961 in Sydney) ist eine australische Dirigentin, Opernintendantin und Hochschulprofessorin.

## Leben
Simone Young ist irisch-kroatischer Abstammung. Ihr Vater ist Anwalt und die Mutter Schneiderin. Erste Erfahrungen mit Musik machte sie als Fünfjährige am Klavier ihrer Großmutter.
Sie studierte Komposition und Klavier in ihrer Heimatstadt Sydney und begann ihre Dirigierkarriere 1985 an der Oper von Sydney. Im Alter von 24 Jahren stand sie dort erstmals in einem Orchestergraben, als sie für einen erkrankten Kollegen einspringen musste.
1986 führte sie ein Stipendium des australischen Kultusministeriums nach Europa. 1991 wurde sie Assistentin von James Conlon an der Oper Köln und danach von Daniel Barenboim an der Staatsoper Unter den Linden in Berlin und bei den Bayreuther Festspielen. Barenboim, dessen umfassendes Netzwerk an Kontakten in der Musikwelt ihr die Arbeit mit hervorragenden Orchestern ermöglichte, wurde zu einem ihrer größten Förderer. Seither hat sie am Royal Opera House Covent Garden in London, an der Wiener Staatsoper, an der Opéra Bastille in Paris, an der Metropolitan Opera in New York und an anderen wichtigen Opernhäusern viele berühmte Sinfonieorchester weltweit dirigiert, u. a. die Berliner Philharmoniker, die Wiener Philharmoniker, die New Yorker Philharmoniker, die Münchner Philharmoniker, die Sächsische Staatskapelle Dresden, die Staatskapelle Berlin, das ORF Radio-Symphonieorchester Wien, die Stuttgarter Philharmoniker, das Philharmonische Staatsorchester Hamburg und das Sydney Symphony Orchestra.
Von 1999 bis 2002 war Simone Young Chefdirigentin des Philharmonischen Orchesters Bergen und von 2001 bis 2003 Chefdirigentin und künstlerische Leiterin der Opera Australia in Sydney und Melbourne.
In der Zeit von 2005 bis 2015 war sie Intendantin der Hamburgischen Staatsoper sowie Hamburgische Generalmusikdirektorin. Wie sie am 8. Dezember 2011 ankündigte, wollte sie ihren Vertrag 2015 auslaufen lassen. Zusätzlich war sie seit 2006 Professorin an der Hochschule für Musik und Theater Hamburg.
2015 dirigierte sie das seit 2006 alljährlich stattfindende Konzert zum Nationalfeiertag in Wien.
Seit März 2016 ist Young Mitglied des Vorstands der Europäischen Musiktheater-Akademie. Seit 2022 ist sie Chefdirigentin des Sydney Symphony Orchestra. Ihr Vertrag lief bis Ende 2024 und wurde im Februar 2024 bis Ende 2026 verlängert.
2024 war sie die erste Frau, die den Ring des Nibelungen bei den Bayreuther Festspielen dirigierte und die zweite Frau, die überhaupt bei den Bayreuther Festspielen dirigierte.

### Aufnahmen (Auswahl)
- Johannes Brahms, Sinfonie Nr. 1, Philharmoniker Hamburg, OehmsClassics, 2010
- Johannes Brahms, Sinfonie Nr. 2 und Tragische Ouvertüre, Philharmoniker Hamburg, OehmsClassics, 2012
- Johannes Brahms, Sinfonien Nr. 3 und 4, Philharmoniker Hamburg, OehmsClassics, 2013
- Anton Bruckner, Studiensymphony f-moll, Philharmoniker Hamburg, OehmsClassics, 2014
- Anton Bruckner, Symphony Nr. 0, Philharmoniker Hamburg, OehmsClassics, 2013
- Anton Bruckner, Symphony Nr. 1 (Urfassung), Philharmoniker Hamburg, OehmsClassics, 2012
- Anton Bruckner, Symphony Nr. 2 (Urfassung), Philharmoniker Hamburg, OehmsClassics, 2012
- Anton Bruckner, Symphony Nr. 3 (Urfassung), Philharmoniker Hamburg, OehmsClassics, 2008
- Anton Bruckner, Symphony Nr. 4 (Urfassung), Philharmoniker Hamburg, OehmsClassics, 2009
- Anton Bruckner, Symphony Nr. 5, Philharmoniker Hamburg, OehmsClassics, 2015
- Anton Bruckner, Symphony Nr. 6, Philharmoniker Hamburg, OehmsClassics, 2014
- Anton Bruckner, Symphony Nr. 7, Philharmoniker Hamburg, OehmsClassics, 2015
- Anton Bruckner, Symphony Nr. 8, Philharmoniker Hamburg, OehmsClassics, 2009 und Urfassung, Philharmoniker Hamburg, OehmsClassics, 2012
- Anton Bruckner, Symphony Nr. 9, Philharmoniker Hamburg, OehmsClassics, 2015
- Fromental Halévy, La Juive, Orchester der Wiener Staatsoper, RCA Records, 2002
- Hans Werner Henze, Das verratene Meer, Orchester der Wiener Staatsoper, Capriccio, 2021
- Gustav Mahler, Sinfonie Nr. 2, Philharmoniker Hamburg, OehmsClassics, 2011
- Gustav Mahler, Sinfonie Nr. 6, Philharmoniker Hamburg, OehmsClassics, 2012
- Hans Pfitzner, Palestrina, Bayerisches Staatsorchester, Euroarts, 2009
- Francis Poulenc, Dialogues des Carmélites, Philharmoniker Hamburg, Arthaus Musik, 2008 (DVD)
- Franz Schmidt, Das Buch mit sieben Siegeln, Philharmoniker Hamburg, OehmsClassics, 2016
- Richard Wagner, Das Rheingold, Philharmoniker Hamburg, OehmsClassics, 2008
- Richard Wagner, Die Walküre, Philharmoniker Hamburg, OehmsClassics, 2009
- Richard Wagner, Siegfried, Philharmoniker Hamburg, OehmsClassics, 2011
- Richard Wagner, Götterdämmerung, Philharmoniker Hamburg, OehmsClassics, 2011

## Auszeichnungen
- 2005: Goethe-Medaille
- 2006: Dirigentin des Jahres, eine Auszeichnung der Zeitschrift Opernwelt
- 2007: Aufnahme in die Freie Akademie der Künste in Hamburg
- 2008: Verleihung des Brahms-Preises durch die Brahms-Gesellschaft Schleswig-Holstein[7]
- Ehrendoktorwürde der Universitäten in Sydney und Melbourne; Member of the Order of Australia
- Chevalier des Arts et Lettres
- 2010: Ehrenmitgliedschaft im Richard-Wagner-Verband Hamburg
- 2011: Sir Bernard Heinze Memorial Award[8]
- 2015: Ehrenmitglied der Hamburgischen Staatsoper
- 2019: Europäischer Kulturpreis Taurus
- 2022: Ehrenmitglied und Ehrenringträgerin der Wiener Staatsoper[9][10]
- 2024: International Opera Award in der Kategorie Dirigent des Jahres[11]